# Minuto per minuto senza respiro
Minuto per minuto senza respiro (Daddy's Gone A-Hunting) è un film del 1969 diretto da Mark Robson.